# Насакан Потьма
Насакан Потьма — деревня в Кадошкинском районе Мордовии в составе Большеполянского сельского поселения.

## География
Находится у реки Исса на расстоянии примерно 6 километров по прямой на юго-запад от районного центра города Кадошкино.

## История
Упоминается с 1869 года. Основана служилыми татарами.

## Население
| 2002 | 2010 |
| ---- | ---- |
| 45   | ↘32  |

Постоянное население составляло 45 человек (татары 91 %) в 2002 году, 32 в 2010 году.

## Достопримечательности
Подвесной мост через реку Исса.